# IS-Serie

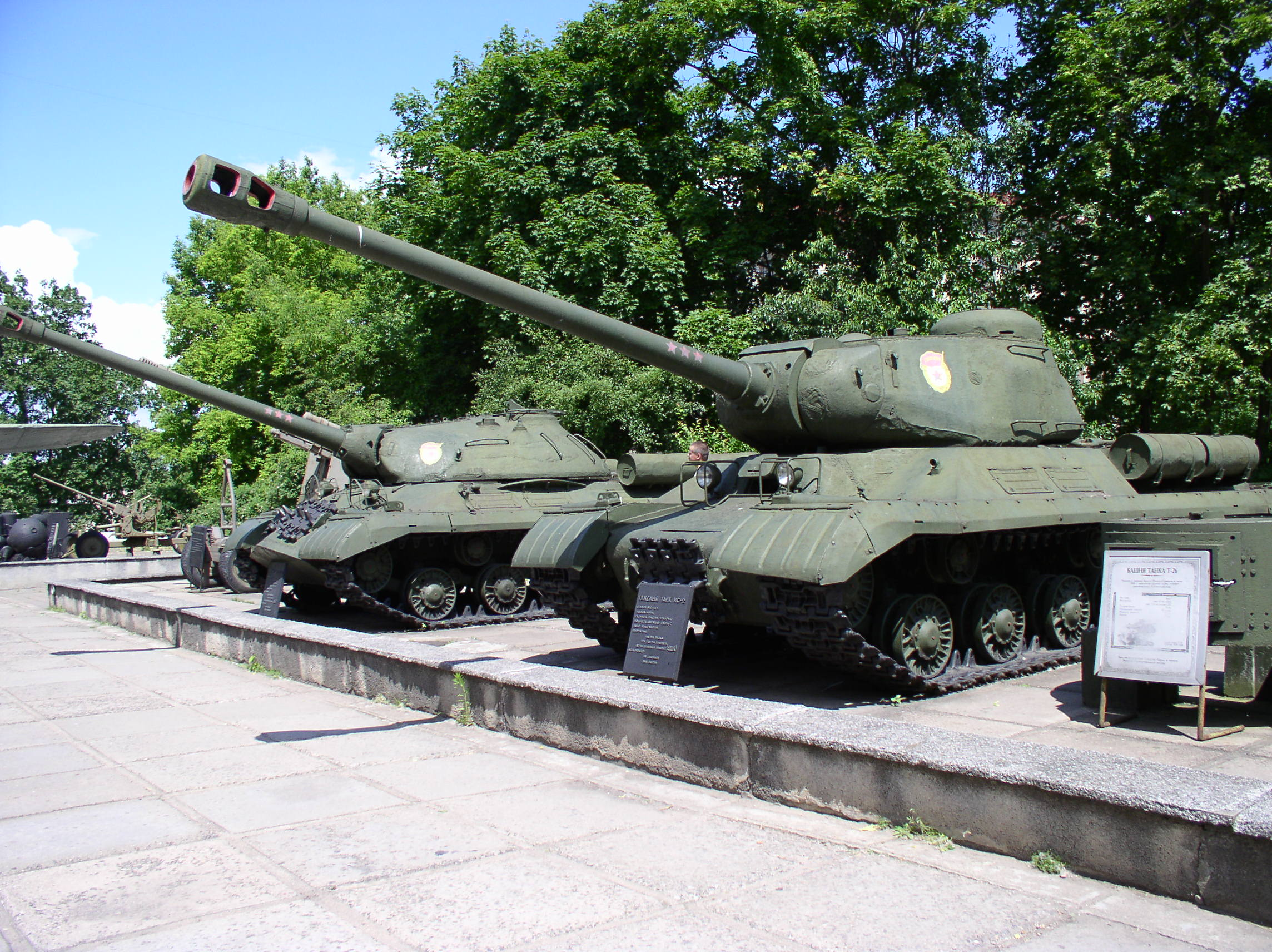
IS-2 (Vordergrund) und IS-3

Als IS-Serie oder Stalinpanzer wird eine nach Iossif Stalin (deutsch: Josef Stalin) benannte Serie schwerer sowjetischer Kampfpanzer bezeichnet.

## Geschichte
Ab Frühjahr 1942 wurde der IS-85 als Nachfolger und Ersatz für die veraltenden Panzer der KW-Serie auf deren Grundlage entwickelt. Die Panzer der IS-Serie sind jedoch Neukonstruktionen, vor allem Wanne und Turm.
Die neuen Fahrzeuge vermieden die typischen Nachteile des KW, hatten bei etwa 3,5 t geringerem Gewicht eine stärkere Panzerung und verfügten über wesentlich größere Kanonen.
Die erste Serienversion IS-1 (IS-85) begründete eine neue Generation kampfstarker sowjetischer Panzer, die noch lange nach dem Zweiten Weltkrieg im Einsatz bleiben sollte. Die definitiv letzte Ausführung IS-10 (als Prototypen IS-8 und IS-9) wurde nach Stalins Tod 1953 in T-10 umbenannt.
Der T-10 war der letzte schwere Panzer der sowjetischen Armee. Einige Versionen erschienen, obwohl wegen des Alters längst obsolet, noch Anfang der 1980er Jahre bei Manövern (IS-2M) und wurden erst im Jahre 1995 endgültig außer Dienst gestellt.

## Modelle
- IS-85 = IS-1 (Objekt 237, KWK D-5T)
- IS-100 (KWK D-10T)
- IS-122 = IS-2 (Objekt 240)
  - IS-2M (Objekt 240M)
  - IS-2T: Panzerzugmaschine auf Basis des IS-2[1]
- IS-3 (Objekt 703)
  - IS-3M (Objekt 240M)
- IS-4 (Objekt 701-6)
- IS-5
- IS-6 (Objekt 252)
- IS-7 (Objekt 260, KWK S-70 (130-mm-Marinegeschütz B-13))

- IS-8 bis IS-10 = T-10[2] (Objekt 730)
  - T-10A
  - T-10B

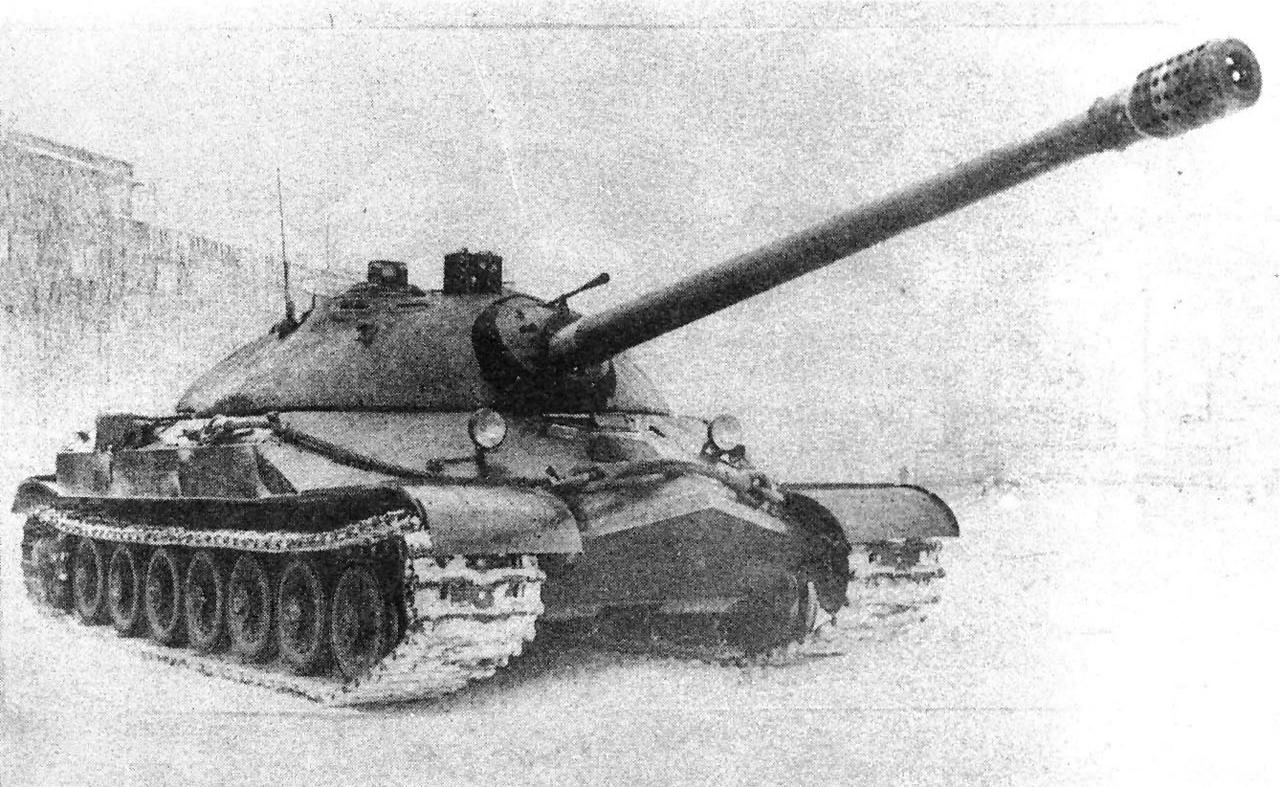
IS-7

  - T-10M (Objekt 272, Kirowwerk Leningrad und Objekt 734, Tscheljabinsker Traktorenwerk)

Die IS-100, IS-5, IS-6, IS-7, IS-8 und IS-9 blieben Prototypen. Auf Basis des T-10 wurden noch die Prototypen Objekt 266, 277 und 278 entwickelt.